# Ulessie (obwód witebski)
Ulessie (biał. Улессе; ros. Улесье, Ulesje) – wieś na Białorusi, w obwodzie witebskim, w rejonie dokszyckim, w sielsowiecie Berezyna. W 2009 roku liczyła 15 mieszkańców.